# Rappresentanti del Vermont

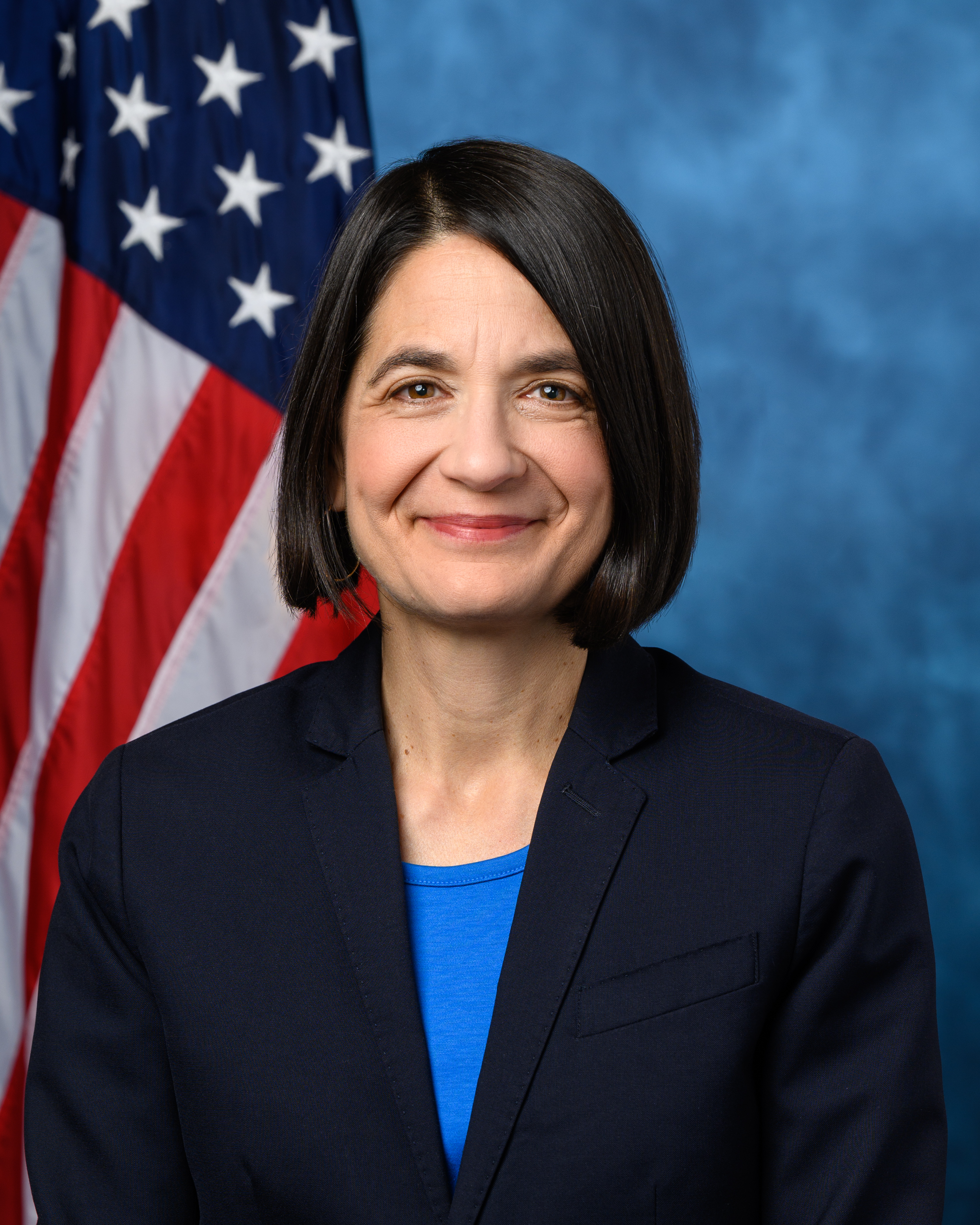
Becca Balint (D- Vermont At-large)

Lo stato della Vermont elegge 1 rappresentante attualmente è la democratica Becca Balint.

## Elenco

### Distretto At-large
| Foto                                        | Rappresentante                              | Partito                                     | Carica                                      | Carica                                      | Congresso                                   | Mandato                                                | Storia elettorale                                                              |
| Foto                                        | Rappresentante                              | Partito                                     | Inizio                                      | Termine                                     | Congresso                                   | Mandato                                                | Storia elettorale                                                              |
| Distretto creato con il censimento del 1930 | Distretto creato con il censimento del 1930 | Distretto creato con il censimento del 1930 | Distretto creato con il censimento del 1930 | Distretto creato con il censimento del 1930 | Distretto creato con il censimento del 1930 | Distretto creato con il censimento del 1930            | Distretto creato con il censimento del 1930                                    |
| ------------------------------------------- | ------------------------------------------- | ------------------------------------------- | ------------------------------------------- | ------------------------------------------- | ------------------------------------------- | ------------------------------------------------------ | ------------------------------------------------------------------------------ |
|                                             | Ernest W. Gibson                            | Repubblicano                                | 4 marzo 1933                                | 19 ottobre 1934                             | 73                                          | 1/2                                                    | Ricollocato dal 2º distrettorieletto nel 1932 Dimessosi per diventare senatore |
| Vacante                                     | Vacante                                     | Vacante                                     | 19 ottobre 1934                             | 16 gennaio 1934                             | 73                                          | 1/2                                                    |                                                                                |
|                                             | Charles A. Plumley                          | Repubblicano                                | 16 gennaio 1934                             | 3 gennaio 1951                              | 73                                          | 1/2                                                    | Eletto per terminare il amndato                                                |
| 74                                          | Charles A. Plumley                          | Repubblicano                                | 16 gennaio 1934                             | 3 gennaio 1951                              | 1                                           | Rieletto nel 1934                                      |                                                                                |
| 75                                          | Charles A. Plumley                          | Repubblicano                                | 16 gennaio 1934                             | 3 gennaio 1951                              | 2                                           | Rieletto nel 1936                                      |                                                                                |
| 76                                          | Charles A. Plumley                          | Repubblicano                                | 16 gennaio 1934                             | 3 gennaio 1951                              | 3                                           | Rieletto nel 1938                                      |                                                                                |
| 77                                          | Charles A. Plumley                          | Repubblicano                                | 16 gennaio 1934                             | 3 gennaio 1951                              | 4                                           | Rieletto nel 1940                                      |                                                                                |
| 78                                          | Charles A. Plumley                          | Repubblicano                                | 16 gennaio 1934                             | 3 gennaio 1951                              | 5                                           | Rieletto nel 1942                                      |                                                                                |
| 79                                          | Charles A. Plumley                          | Repubblicano                                | 16 gennaio 1934                             | 3 gennaio 1951                              | 6                                           | Rieletto nel 1944                                      |                                                                                |
| 80                                          | Charles A. Plumley                          | Repubblicano                                | 16 gennaio 1934                             | 3 gennaio 1951                              | 7                                           | Rieletto nel 1946                                      |                                                                                |
| 81                                          | Charles A. Plumley                          | Repubblicano                                | 16 gennaio 1934                             | 3 gennaio 1951                              | 8                                           | Rieletto nel 1948 Ritiratosi                           |                                                                                |
|                                             | Winston L. Prouty                           | Repubblicano                                | 3 gennaio 1951                              | 3 gennaio 1959                              | 82                                          | 1                                                      | Eletto nel 1950                                                                |
| 83                                          | Winston L. Prouty                           | Repubblicano                                | 3 gennaio 1951                              | 3 gennaio 1959                              | 2                                           | Rieletto nel 1952                                      |                                                                                |
| 84                                          | Winston L. Prouty                           | Repubblicano                                | 3 gennaio 1951                              | 3 gennaio 1959                              | 3                                           | Rieletto nel 1954                                      |                                                                                |
| 85                                          | Winston L. Prouty                           | Repubblicano                                | 3 gennaio 1951                              | 3 gennaio 1959                              | 4                                           | Rieletto nel 1956 Ritiratosi per correre come senatore |                                                                                |
|                                             | William H. Meyer                            | Democratico                                 | 3 gennaio 1959                              | 3 gennaio 1961                              | 86                                          | 1                                                      | Eletto nel 1958 Ha perso la rielezione                                         |
|                                             | Robert Stafford                             | Repubblicano                                | 3 gennaio 1961                              | 16 settembre 1971                           | 87                                          | 1                                                      | Eletto nel 1960                                                                |
| 88                                          | Robert Stafford                             | Repubblicano                                | 3 gennaio 1961                              | 16 settembre 1971                           | 2                                           | Rieletto nel 1962                                      |                                                                                |
| 89                                          | Robert Stafford                             | Repubblicano                                | 3 gennaio 1961                              | 16 settembre 1971                           | 3                                           | Rieletto nel 1964                                      |                                                                                |
| 90                                          | Robert Stafford                             | Repubblicano                                | 3 gennaio 1961                              | 16 settembre 1971                           | 4                                           | Rieletto nel 1966                                      |                                                                                |
| 91                                          | Robert Stafford                             | Repubblicano                                | 3 gennaio 1961                              | 16 settembre 1971                           | 5                                           | Rieletto nel 1968                                      |                                                                                |
| 92                                          | Robert Stafford                             | Repubblicano                                | 3 gennaio 1961                              | 16 settembre 1971                           | 1/2                                         | Rieletto nel 1970 Dimessosi per diventare senatore     |                                                                                |
| 92                                          | Vacante                                     | Vacante                                     | Vacante                                     | 16 settembre 1971                           | 1/2                                         | 7 gennaio 1972                                         |                                                                                |
| 92                                          |                                             | Richard W. Mallary                          | Repubblicano                                | 7 gennaio 1972                              | 1/2                                         | 3 gennaio 1975                                         | Eletto per terminare il mandato                                                |
| 93                                          | 1                                           | Richard W. Mallary                          | Repubblicano                                | 7 gennaio 1972                              | Rieletto nel 1972                           | 3 gennaio 1975                                         |                                                                                |
|                                             | Jim Jeffords                                | Repubblicano                                | 3 gennaio 1975                              | 3 gennaio 1989                              | 94                                          | 1                                                      | Eletto nel 1974                                                                |
| 95                                          | Jim Jeffords                                | Repubblicano                                | 3 gennaio 1975                              | 3 gennaio 1989                              | 2                                           | Rieletto nel 1976                                      |                                                                                |
| 96                                          | Jim Jeffords                                | Repubblicano                                | 3 gennaio 1975                              | 3 gennaio 1989                              | 3                                           | Rieletto nel 1978                                      |                                                                                |
| 97                                          | Jim Jeffords                                | Repubblicano                                | 3 gennaio 1975                              | 3 gennaio 1989                              | 4                                           | Eletto nel 1980                                        |                                                                                |
| 98                                          | Jim Jeffords                                | Repubblicano                                | 3 gennaio 1975                              | 3 gennaio 1989                              | 5                                           | Rieletto nel 1982                                      |                                                                                |
| 99                                          | Jim Jeffords                                | Repubblicano                                | 3 gennaio 1975                              | 3 gennaio 1989                              | 6                                           | Rieletto nel 1984                                      |                                                                                |
| 100                                         | Jim Jeffords                                | Repubblicano                                | 3 gennaio 1975                              | 3 gennaio 1989                              | 7                                           | Rieletto nel 1986 Ritiratosi per correre come senatore |                                                                                |
|                                             | Peter Plympton Smith                        | Repubblicano                                | 3 gennaio 1989                              | 3 gennaio 1991                              | 101                                         | 1                                                      | Eletto nel 1988 Ha perso la rielezione                                         |
|                                             | Bernie Sanders                              | Indipendente                                | 3 gennaio 1991                              | 3 gennaio 2007                              | 102                                         | 1                                                      | Eletto nel 1990                                                                |
| 103                                         | Bernie Sanders                              | Indipendente                                | 3 gennaio 1991                              | 3 gennaio 2007                              | 2                                           | Rieletto nel 1992                                      |                                                                                |
| 104                                         | Bernie Sanders                              | Indipendente                                | 3 gennaio 1991                              | 3 gennaio 2007                              | 3                                           | Rieletto nel 1994                                      |                                                                                |
| 105                                         | Bernie Sanders                              | Indipendente                                | 3 gennaio 1991                              | 3 gennaio 2007                              | 4                                           | Rieletto nel 1996                                      |                                                                                |
| 106                                         | Bernie Sanders                              | Indipendente                                | 3 gennaio 1991                              | 3 gennaio 2007                              | 5                                           | Rieletto nel 1998                                      |                                                                                |
| 107                                         | Bernie Sanders                              | Indipendente                                | 3 gennaio 1991                              | 3 gennaio 2007                              | 6                                           | Rieletto nel 2000                                      |                                                                                |
| 108                                         | Bernie Sanders                              | Indipendente                                | 3 gennaio 1991                              | 3 gennaio 2007                              | 7                                           | Rieletto nel 2002                                      |                                                                                |
| 108                                         | Bernie Sanders                              | Indipendente                                | 3 gennaio 1991                              | 3 gennaio 2007                              | 8                                           | Rieletto nel 2004 Ritiratosi per correre come senatore |                                                                                |
|                                             | Peter Welch                                 | Democratico                                 | 3 gennaio 2007                              | 3 gennaio 2023                              | 110                                         | 1                                                      | Eletto nel 2006                                                                |
| 111                                         | Peter Welch                                 | Democratico                                 | 3 gennaio 2007                              | 3 gennaio 2023                              | 2                                           | Rieletto nel 2008                                      |                                                                                |
| 112                                         | Peter Welch                                 | Democratico                                 | 3 gennaio 2007                              | 3 gennaio 2023                              | 3                                           | Rieletto nel 2010                                      |                                                                                |
| 113                                         | Peter Welch                                 | Democratico                                 | 3 gennaio 2007                              | 3 gennaio 2023                              | 4                                           | Rieletto nel 2012                                      |                                                                                |
| 114                                         | Peter Welch                                 | Democratico                                 | 3 gennaio 2007                              | 3 gennaio 2023                              | 5                                           | Rieletto nel 2014                                      |                                                                                |
| 115                                         | Peter Welch                                 | Democratico                                 | 3 gennaio 2007                              | 3 gennaio 2023                              | 6                                           | Rieletto nel 2016                                      |                                                                                |
| 116                                         | Peter Welch                                 | Democratico                                 | 3 gennaio 2007                              | 3 gennaio 2023                              | 7                                           | Rieletto nel 2018                                      |                                                                                |
| 117                                         | Peter Welch                                 | Democratico                                 | 3 gennaio 2007                              | 3 gennaio 2023                              | 8                                           | Rieletto nel 2020 Ritiratosi per correre come senatore |                                                                                |
|                                             | Becca Balint                                | Democratico                                 | 3 gennaio 2023                              | in carica                                   | 118                                         | 1                                                      | Eletta nel 2022                                                                |
| Da determinarsi con le elezioni del 2022    | Da determinarsi con le elezioni del 2022    | Da determinarsi con le elezioni del 2022    | Da determinarsi con le elezioni del 2022    | Da determinarsi con le elezioni del 2022    | 119                                         |                                                        |                                                                                |

### 1º distretto
| Foto                                                 | Rappresentante                                       | Partito                                              | Carica                                               | Carica                                               | Congresso                                              | Mandato                                              | Storia elettorale                                    |
| Foto                                                 | Rappresentante                                       | Partito                                              | Inizio                                               | Fine                                                 | Congresso                                              | Mandato                                              | Storia elettorale                                    |
| Distretto creato all'ammissione dello stato nel 1791 | Distretto creato all'ammissione dello stato nel 1791 | Distretto creato all'ammissione dello stato nel 1791 | Distretto creato all'ammissione dello stato nel 1791 | Distretto creato all'ammissione dello stato nel 1791 | Distretto creato all'ammissione dello stato nel 1791   | Distretto creato all'ammissione dello stato nel 1791 | Distretto creato all'ammissione dello stato nel 1791 |
| ---------------------------------------------------- | ---------------------------------------------------- | ---------------------------------------------------- | ---------------------------------------------------- | ---------------------------------------------------- | ------------------------------------------------------ | ---------------------------------------------------- | ---------------------------------------------------- |
|                                                      | Israel Smith                                         | Anti- Amministrazione                                | 17 ottobre 1791                                      | 3 marzo 1797                                         | 2                                                      | 1                                                    | Eletto nel 1791                                      |
| 3                                                    | Israel Smith                                         | Anti- Amministrazione                                | 17 ottobre 1791                                      | 3 marzo 1797                                         | 2                                                      | Rieletto nel 1793                                    |                                                      |
| Democratico- Repubblicano                            | Israel Smith                                         | 4                                                    | 17 ottobre 1791                                      | 3 marzo 1797                                         | 3                                                      | Rieletto nel 1795 Ha perso la rielezione             |                                                      |
|                                                      | Matthew Lyon                                         | Democratico- Repubblicano                            | 4 marzo 1797                                         | 3 marzo 1801                                         | 5                                                      | 1                                                    | Eletto nel 1797                                      |
| 6                                                    | Matthew Lyon                                         | Democratico- Repubblicano                            | 4 marzo 1797                                         | 3 marzo 1801                                         | 2                                                      | Rieletto nel 1798 Ritiratosi                         |                                                      |
|                                                      | Israel Smith                                         | Democratico- Repubblicano                            | 4 marzo 1801                                         | 3 marzo 1803                                         | 7                                                      | 1                                                    | Eletto nel 1800 Ritiratosi per correre come senatore |
|                                                      | Gideon Olin                                          | Democratico- Repubblicano                            | 4 marzo 1803                                         | 3 marzo 1807                                         | 8                                                      | 1                                                    | Eletto nel 1802                                      |
| 9                                                    | Gideon Olin                                          | Democratico- Repubblicano                            | 4 marzo 1803                                         | 3 marzo 1807                                         | 1                                                      | Rieletto nel 1804 Ritiratosi                         |                                                      |
|                                                      | James Witherell                                      | Democratico- Repubblicano                            | 4 marzo 1807                                         | 1 maggio 1808                                        | 10                                                     | 1/2                                                  | Eletto nel 1806 Dimessosi                            |
| Vacante                                              | Vacante                                              | Vacante                                              | 2 maggio 1808                                        | 5 settembre 1808                                     | 10                                                     | 1/2                                                  |                                                      |
|                                                      | Samuel Shaw                                          | Democratico- Repubblicano                            | 6 settembre 1808                                     | 3 marzo 1813                                         | 10                                                     | 1/2                                                  | Eletto per terminare il amndato                      |
| 11                                                   | Samuel Shaw                                          | Democratico- Repubblicano                            | 6 settembre 1808                                     | 3 marzo 1813                                         | 1                                                      | Rieletto nel 1808                                    |                                                      |
| 12                                                   | Samuel Shaw                                          | Democratico- Repubblicano                            | 6 settembre 1808                                     | 3 marzo 1813                                         | 2                                                      | Rieletto nel 1810 Ritiratosi                         |                                                      |
|                                                      | William C. Bradley                                   | Democratico- Repubblicano                            | 4 marzo 1813                                         | 3 marzo 1815                                         | 13                                                     | 1                                                    | Eletto nel 1812 Ha perso la rielezione               |
|                                                      | Daniel Chipman                                       | Federalista                                          | 4 marzo 1815                                         | 5 maggio 1816                                        | 14                                                     | 1/2                                                  | Eletto nel 1814 Dimessosi per problemi di salute     |
| Vacante                                              | Vacante                                              | Vacante                                              | 5 maggio 1816                                        | 3 marzo 1817                                         | 14                                                     | 1/2                                                  |                                                      |
|                                                      | Orsamus C. Merrill                                   | Democratico- Repubblicano                            | 4 marzo 1817                                         | 12 gennaio 1812                                      | 15                                                     | 1                                                    | Eletto nel 1816                                      |
| 16                                                   | Orsamus C. Merrill                                   | Democratico- Repubblicano                            | 4 marzo 1817                                         | 12 gennaio 1812                                      | 1/2                                                    | Rieletto nel 1818 Elezione contestata                |                                                      |
| 16                                                   |                                                      | Rollin C. Mallary                                    | Democratico- Repubblicano                            | 13 gennaio 1820                                      | 1/2                                                    | 3 marzo 1823                                         | Ha vinto la contestazione                            |
| 17                                                   | 1                                                    | Rollin C. Mallary                                    | Democratico- Repubblicano                            | 13 gennaio 1820                                      | Rieletto nel 1820 Ricollocato nel 2º distretto         | 3 marzo 1823                                         |                                                      |
|                                                      | William C. Bradley                                   | Democratico- Repubblicano                            | 4 marzo 1823                                         | 3 marzo 1827                                         | 18                                                     | 1                                                    | Eletto nel 1822                                      |
| Anti- Jacksoniano                                    | William C. Bradley                                   | 19                                                   | 4 marzo 1823                                         | 3 marzo 1827                                         | 2                                                      | Rieletto nel 1824 Ha perso la rielezione             |                                                      |
|                                                      | Jonathan Hunt                                        | Anti- Jacksoniano                                    | 4 marzo 1827                                         | 16 maggio 1832                                       | 20                                                     | 1                                                    | Eletto nel 1826                                      |
| 21                                                   | Jonathan Hunt                                        | Anti- Jacksoniano                                    | 4 marzo 1827                                         | 16 maggio 1832                                       | 2                                                      | Rieletto nel 1828                                    |                                                      |
| 22                                                   | Jonathan Hunt                                        | Anti- Jacksoniano                                    | 4 marzo 1827                                         | 16 maggio 1832                                       | 1/2                                                    | Rieletto nel 1830 Deceduto                           |                                                      |
| 22                                                   | Vacante                                              | Vacante                                              | Vacante                                              | 16 maggio 1832                                       | 1/2                                                    | 31 dicembre 1832                                     |                                                      |
| 22                                                   |                                                      | Hiland Hall                                          | Anti- Jacksoniano                                    | 1 gennaio 1833                                       | 1/2                                                    | 3 marzo 1843                                         | Eletto per terminare il amndato                      |
| 23                                                   | 1                                                    | Hiland Hall                                          | Anti- Jacksoniano                                    | 1 gennaio 1833                                       | Rieletto nel 1832                                      | 3 marzo 1843                                         |                                                      |
| 24                                                   | 2                                                    | Hiland Hall                                          | Anti- Jacksoniano                                    | 1 gennaio 1833                                       | Rieletto nel 1834                                      | 3 marzo 1843                                         |                                                      |
| Whig                                                 | 25                                                   | Hiland Hall                                          | 3                                                    | 1 gennaio 1833                                       | Rieletto ne 1836                                       | 3 marzo 1843                                         |                                                      |
| Whig                                                 | 26                                                   | Hiland Hall                                          | 4                                                    | 1 gennaio 1833                                       | Rieletto nel 1838                                      | 3 marzo 1843                                         |                                                      |
| Whig                                                 | 27                                                   | Hiland Hall                                          | 5                                                    | 1 gennaio 1833                                       | Rieletto nel 1840 Ritiratosi                           | 3 marzo 1843                                         |                                                      |
|                                                      | Solomon Foot                                         | Whig                                                 | 4 marzo 1843                                         | 3 marzo 1847                                         | 28                                                     | 1                                                    | Eletto nel 1842                                      |
| 29                                                   | Solomon Foot                                         | Whig                                                 | 4 marzo 1843                                         | 3 marzo 1847                                         | 2                                                      | Rieletto nel 1844 Ritiratosi                         |                                                      |
|                                                      | William Henry                                        | Whig                                                 | 4 marzo 1847                                         | 3 marzo 1851                                         | 30                                                     | 1                                                    | Eletto nel 1846                                      |
| 31                                                   | William Henry                                        | Whig                                                 | 4 marzo 1847                                         | 3 marzo 1851                                         | 2                                                      | Rieletto nel 1848 Ha perso la rirlezione             |                                                      |
|                                                      | Ahiman L. Miner                                      | Whig                                                 | 4 marzo 1851                                         | 3 marzo 1853                                         | 32                                                     | 1                                                    | Eletto nel 1850 Ritiratosi                           |
|                                                      | James Meacham                                        | Whig                                                 | 4 marzo 1853                                         | 24 agosto 1856                                       | 33                                                     | 1                                                    | Ricollocato dal 3º distretto rieletto nel 1852       |
| 34                                                   | James Meacham                                        | Whig                                                 | 4 marzo 1853                                         | 24 agosto 1856                                       | 1/2                                                    | Rieletto nel 1854 Deceduto                           |                                                      |
| 34                                                   | Vacante                                              | Vacante                                              | Vacante                                              | 24 agosto 1856                                       | 1/2                                                    | 30 novembre 1856                                     |                                                      |
| 34                                                   |                                                      | George T. Hodges                                     | Repubblicano                                         | 30 novembre 1856                                     | 1/2                                                    | 3 marzo 1857                                         | Eletto per terminare il mandato Ritiratsosi          |
|                                                      | Eliakim P. Walton                                    | Repubblicano                                         | 4 marzo 1857                                         | 3 marzo 1863                                         | 35                                                     | 1                                                    | Eletto nel 1856                                      |
| 36                                                   | Eliakim P. Walton                                    | Repubblicano                                         | 4 marzo 1857                                         | 3 marzo 1863                                         | 2                                                      | Rieletto nel 1858                                    |                                                      |
| 37                                                   | Eliakim P. Walton                                    | Repubblicano                                         | 4 marzo 1857                                         | 3 marzo 1863                                         | 3                                                      | Rieletto nel 1860 Ritiratosi                         |                                                      |
|                                                      | Frederick E. Woodbridge                              | Repubblicano                                         | 4 marzo 1863                                         | 3 marzo 1869                                         | 38                                                     | 1                                                    | Eletto nel 1862                                      |
| 39                                                   | Frederick E. Woodbridge                              | Repubblicano                                         | 4 marzo 1863                                         | 3 marzo 1869                                         | 2                                                      | Rieletto nel 1864                                    |                                                      |
| 40                                                   | Frederick E. Woodbridge                              | Repubblicano                                         | 4 marzo 1863                                         | 3 marzo 1869                                         | 3                                                      | Rieletto nel 1866 Ritiratosi                         |                                                      |
|                                                      | Charles W. Willard                                   | Repubblicano                                         | 4 marzo 1869                                         | 3 marzo 1875                                         | 41                                                     | 1                                                    | Eletto nel 1868                                      |
| 42                                                   | Charles W. Willard                                   | Repubblicano                                         | 4 marzo 1869                                         | 3 marzo 1875                                         | 2                                                      | Rieletto nel 1870                                    |                                                      |
| 43                                                   | Charles W. Willard                                   | Repubblicano                                         | 4 marzo 1869                                         | 3 marzo 1875                                         | 3                                                      | Rieletto nel 1872 Ha perso la rielezione             |                                                      |
|                                                      | Charles H. Joyce                                     | Repubblicano                                         | 4 marzo 1875                                         | 3 marzo 1883                                         | 44                                                     | 1                                                    | Eletto ne 1874                                       |
| 45                                                   | Charles H. Joyce                                     | Repubblicano                                         | 4 marzo 1875                                         | 3 marzo 1883                                         | 2                                                      | Rieletto nel 1876                                    |                                                      |
| 46                                                   | Charles H. Joyce                                     | Repubblicano                                         | 4 marzo 1875                                         | 3 marzo 1883                                         | 3                                                      | Rieletto nel 1878                                    |                                                      |
| 47                                                   | Charles H. Joyce                                     | Repubblicano                                         | 4 marzo 1875                                         | 3 marzo 1883                                         | 4                                                      | Rieletto nel 1880 Ritiratosi                         |                                                      |
|                                                      | John W. Stewart                                      | Repubblicano                                         | 4 marzo 1883                                         | 3 marzo 1891                                         | 48                                                     | 1                                                    | Eletto nel 1882                                      |
| 49                                                   | John W. Stewart                                      | Repubblicano                                         | 4 marzo 1883                                         | 3 marzo 1891                                         | 2                                                      | Rieletto nel 1884                                    |                                                      |
| 50                                                   | John W. Stewart                                      | Repubblicano                                         | 4 marzo 1883                                         | 3 marzo 1891                                         | 3                                                      | Rieletto nel 1886                                    |                                                      |
| 51                                                   | John W. Stewart                                      | Repubblicano                                         | 4 marzo 1883                                         | 3 marzo 1891                                         | 4                                                      | Rieletto nel 1888 Ritiratosi                         |                                                      |
|                                                      | H. Henry Powers                                      | Repubblicano                                         | 4 marzo 1891                                         | 3 marzo 1901                                         | 52                                                     | 1                                                    | Eletto nel 1890                                      |
| 53                                                   | H. Henry Powers                                      | Repubblicano                                         | 4 marzo 1891                                         | 3 marzo 1901                                         | 2                                                      | Rieletto nel 1892                                    |                                                      |
| 54                                                   | H. Henry Powers                                      | Repubblicano                                         | 4 marzo 1891                                         | 3 marzo 1901                                         | 3                                                      | Riletto nel 1894                                     |                                                      |
| 55                                                   | H. Henry Powers                                      | Repubblicano                                         | 4 marzo 1891                                         | 3 marzo 1901                                         | 4                                                      | Rieletto nel 1896                                    |                                                      |
| 56                                                   | H. Henry Powers                                      | Repubblicano                                         | 4 marzo 1891                                         | 3 marzo 1901                                         | 5                                                      | Rieletto nel 1898 Ha perso la rielezione             |                                                      |
|                                                      | David J. Foster                                      | Repubblicano                                         | 4 marzo 1901                                         | 22 marzo 1912                                        | 57                                                     | 1                                                    | Eletto nel 1900                                      |
| 58                                                   | David J. Foster                                      | Repubblicano                                         | 4 marzo 1901                                         | 22 marzo 1912                                        | 2                                                      | Rieletto nel 1902                                    |                                                      |
| 59                                                   | David J. Foster                                      | Repubblicano                                         | 4 marzo 1901                                         | 22 marzo 1912                                        | 3                                                      | Rieletto nel 1904                                    |                                                      |
| 60                                                   | David J. Foster                                      | Repubblicano                                         | 4 marzo 1901                                         | 22 marzo 1912                                        | 4                                                      | Rieletto nel 1906                                    |                                                      |
| 61                                                   | David J. Foster                                      | Repubblicano                                         | 4 marzo 1901                                         | 22 marzo 1912                                        | 5                                                      | Rieletto nel 1908                                    |                                                      |
| 62                                                   | David J. Foster                                      | Repubblicano                                         | 4 marzo 1901                                         | 22 marzo 1912                                        | 1/2                                                    | Rieletto nel 1910 Deceduto                           |                                                      |
| 62                                                   | Vacante                                              | Vacante                                              | Vacante                                              | 22 marzo 1912                                        | 1/2                                                    | 29 luglio 1912                                       |                                                      |
| 62                                                   |                                                      | Frank L. Greene                                      | Repubblicano                                         | 29 luglio 1912                                       | 1/2                                                    | 3 marzo 1923                                         | Eletto per terminare il mandato                      |
| 63                                                   | 1                                                    | Frank L. Greene                                      | Repubblicano                                         | 29 luglio 1912                                       | Rieletto nel 1912                                      | 3 marzo 1923                                         |                                                      |
| 64                                                   | 2                                                    | Frank L. Greene                                      | Repubblicano                                         | 29 luglio 1912                                       | Rieletto nel 1914                                      | 3 marzo 1923                                         |                                                      |
| 65                                                   | 3                                                    | Frank L. Greene                                      | Repubblicano                                         | 29 luglio 1912                                       | Rieletto nel 1916                                      | 3 marzo 1923                                         |                                                      |
| 66                                                   | 4                                                    | Frank L. Greene                                      | Repubblicano                                         | 29 luglio 1912                                       | Rieletto nel 1918                                      | 3 marzo 1923                                         |                                                      |
| 67                                                   | 5                                                    | Frank L. Greene                                      | Repubblicano                                         | 29 luglio 1912                                       | Rieletto nel 1920 Ritiratosi per correre come senatore | 3 marzo 1923                                         |                                                      |
|                                                      | Frederick G. Fleetwood                               | Repubblicano                                         | 4 marzo 1923                                         | 3 marzo 1925                                         | 68                                                     | 1                                                    | Eletto nel 1922 Ritiratosi                           |
|                                                      | Elbert S. Brigham                                    | Repubblicano                                         | 4 marzo 1925                                         | 3 marzo 1831                                         | 69                                                     | 1                                                    | Eletto nel 1924                                      |
| 70                                                   | Elbert S. Brigham                                    | Repubblicano                                         | 4 marzo 1925                                         | 3 marzo 1831                                         | 2                                                      | Rieletto nel 1926                                    |                                                      |
| 71                                                   | Elbert S. Brigham                                    | Repubblicano                                         | 4 marzo 1925                                         | 3 marzo 1831                                         | 3                                                      | Rieletto nel 1928 Ritiratosi                         |                                                      |
|                                                      | John E. Weeks                                        | Repubblicano                                         | 4 marzo 1831                                         | 3 marzo 1833                                         | 72                                                     | 1                                                    | Eletto nel 1830 Ritiratosi                           |
| Distretto abolito con il censimento del 1930         |                                                      |                                                      |                                                      |                                                      |                                                        |                                                      |                                                      |

### 2º distretto
| Foto                                                 | Raooresentante                                       | Partito                                              | Carica                                               | Carica                                               | Congresso                                            | Mandato                                                                                               | Storia elettorale                                    |
| Foto                                                 | Raooresentante                                       | Partito                                              | Inizio                                               | Fine                                                 | Congresso                                            | Mandato                                                                                               | Storia elettorale                                    |
| Distretto creato all'ammissione dello stato nel 1791 | Distretto creato all'ammissione dello stato nel 1791 | Distretto creato all'ammissione dello stato nel 1791 | Distretto creato all'ammissione dello stato nel 1791 | Distretto creato all'ammissione dello stato nel 1791 | Distretto creato all'ammissione dello stato nel 1791 | Distretto creato all'ammissione dello stato nel 1791                                                  | Distretto creato all'ammissione dello stato nel 1791 |
| ---------------------------------------------------- | ---------------------------------------------------- | ---------------------------------------------------- | ---------------------------------------------------- | ---------------------------------------------------- | ---------------------------------------------------- | --- | ---------------------------------------------------- |
|                                                      | Nathaniel Niles                                      | Anti- Amministrazione                                | 16 ottobre 1791                                      | 3 marzo 1795                                         | 2                                                    | 1/2                                                                                                   | Eletto nel 1791                                      |
| 3                                                    | Nathaniel Niles                                      | Anti- Amministrazione                                | 16 ottobre 1791                                      | 3 marzo 1795                                         | 1                                                    | Rieletto nel 1793 ha perso la rielezione                                                              |                                                      |
|                                                      | Daniel Buck                                          | Federalista                                          | 4 marzo 1795                                         | 3 marzo 1797                                         | 4                                                    | | Eletto nel 1795                                      |
| Vacante                                              | Vacante                                              | Vacante                                              | 4 marzo 1797                                         | 23 maggio 1797                                       | 5                                                    | 1/2                                                                                                   | Rieletto Buck, ma ha rifiutato                       |
|                                                      | Lewis R. Morris                                      | Federalista                                          | 23 maggio 1797                                       | 3 marzo 1803                                         | 5                                                    | 1/2                                                                                                   | Eletto per terminare il mandato                      |
| 6                                                    | Lewis R. Morris                                      | Federalista                                          | 23 maggio 1797                                       | 3 marzo 1803                                         | 1                                                    | Rieletto nel 1798                                                                                     |                                                      |
| 7                                                    | Lewis R. Morris                                      | Federalista                                          | 23 maggio 1797                                       | 3 marzo 1803                                         | 2                                                    | Rieletto nel 1800ù Ha perso la rielezione                                                             |                                                      |
|                                                      | James Elliot                                         | Federalista                                          | 4 marzo 1803                                         | 3 marzo 1809                                         | 8                                                    | 1 | Eletto nel 1802                                      |
| 9                                                    | James Elliot                                         | Federalista                                          | 4 marzo 1803                                         | 3 marzo 1809                                         | 2                                                    | Rieletto nel 1804                                                                                     |                                                      |
| 10                                                   | James Elliot                                         | Federalista                                          | 4 marzo 1803                                         | 3 marzo 1809                                         | 3                                                    | Rieletto nel 1806 Ritiratosi                                                                          |                                                      |
|                                                      | Jonathan H. Hubbard                                  | Federalista                                          | 4 marzo 1809                                         | 3 marzo 1811                                         | 11                                                   | 1 | Eletto nel 1808 Ritiratosi                           |
|                                                      | William Strong                                       | Democratico- Repubblicano                            | 4 marzo 1811                                         | 3 marzo 1815                                         | 12                                                   | 1 | Eletto nel 1810                                      |
| 13                                                   | William Strong                                       | Democratico- Repubblicano                            | 4 marzo 1811                                         | 3 marzo 1815                                         | 1                                                    | Rieletto nel 1812 Ha perso la rielezione                                                              |                                                      |
|                                                      | Luther Jewett                                        | Federalista                                          | 4 marzo 1815                                         | 3 marzo 1817                                         | 14                                                   | 1 | Eletto nel 1814 Ritiratosi                           |
|                                                      | Mark Richards                                        | Democratico- Repubblicano                            | 4 marzo 1817                                         | 3 marzo 1821                                         | 15                                                   | 1 | Eletto nel 1816                                      |
| 16                                                   | Mark Richards                                        | Democratico- Repubblicano                            | 4 marzo 1817                                         | 3 marzo 1821                                         | 2                                                    | Rieletto nel 1818 Ha perso la rielezione                                                              |                                                      |
|                                                      | Phineas White                                        | Democratico- Repubblicano                            | 4 marzo 1821                                         | 3 marzo 1823                                         | 17                                                   | 1 | Eletto nel 1821 Ritiratosi                           |
|                                                      | Rollin C. Mallary                                    | Democratico- Repubblicano                            | 4 marzo 1823                                         | 15 aprile 1831                                       | 18                                                   | 1 | Ricollocato dal 1º distretto Rieletto nel 1822       |
| Anti- Jacksoniano                                    | Rollin C. Mallary                                    | 19                                                   | 4 marzo 1823                                         | 15 aprile 1831                                       | 2                                                    | Rieletto nel 1824                                                                                     |                                                      |
| Anti- Jacksoniano                                    | Rollin C. Mallary                                    | 20                                                   | 4 marzo 1823                                         | 15 aprile 1831                                       | 3                                                    | Rieletto nel 1826                                                                                     |                                                      |
| Anti- Jacksoniano                                    | Rollin C. Mallary                                    | 21                                                   | 4 marzo 1823                                         | 15 aprile 1831                                       | 4                                                    | Rieletto nel 1828                                                                                     |                                                      |
| Anti- Jacksoniano                                    | Rollin C. Mallary                                    | 22                                                   | 4 marzo 1823                                         | 15 aprile 1831                                       | 1/2                                                  | Rieletto nel 1830 Deceduto                                                                            |                                                      |
| Vacante                                              | Vacante                                              | Vacante                                              | 15 aprile 1831                                       | 1 novembre 1831                                      | 1/2                                                  | |                                                      |
|                                                      | William Slade                                        | 22                                                   | Anti-massonico                                       | 1 novembre 1831                                      | 1/2                                                  | 3 marzo 1843                                                                                          | Eletto per terminare il mandato                      |
| 23                                                   | William Slade                                        | 1                                                    | Anti-massonico                                       | 1 novembre 1831                                      | Rieletto nel 1832                                    | 3 marzo 1843                                                                                          |                                                      |
| 24                                                   | William Slade                                        | 2                                                    | Anti-massonico                                       | 1 novembre 1831                                      | Rieletto nel 1834                                    | 3 marzo 1843                                                                                          |                                                      |
| Whig                                                 | William Slade                                        | 25                                                   | 3                                                    | 1 novembre 1831                                      | Rieletto nel 1836                                    | 3 marzo 1843                                                                                          |                                                      |
| Whig                                                 | William Slade                                        | 26                                                   | 4                                                    | 1 novembre 1831                                      | Rieletto nel 1838                                    | 3 marzo 1843                                                                                          |                                                      |
| Whig                                                 | William Slade                                        | 27                                                   | 5                                                    | 1 novembre 1831                                      | Rieletto nel 1840 Ritiratosi                         | 3 marzo 1843                                                                                          |                                                      |
|                                                      | Jacob Collamer                                       | Whig                                                 | 4 marzo 1843                                         | 3 marzo 1849                                         | 28                                                   | 1 | Eletto nel 1842                                      |
| 29                                                   | Jacob Collamer                                       | Whig                                                 | 4 marzo 1843                                         | 3 marzo 1849                                         | 2                                                    | Rieletto nel 1844                                                                                     |                                                      |
| 30                                                   | Jacob Collamer                                       | Whig                                                 | 4 marzo 1843                                         | 3 marzo 1849                                         | 3                                                    | Rieletto nel 1846 Ritiratosi per diventare Direttore generale delle poste degli Stati Uniti d'America |                                                      |
|                                                      | William Hebard                                       | Whig                                                 | 4 marzo 1849                                         | 3 marzo 1853                                         | 31                                                   | 1 | Eletto nel 1848                                      |
| 32                                                   | William Hebard                                       | Whig                                                 | 4 marzo 1849                                         | 3 marzo 1853                                         | 2                                                    | Rieletto nel 1850 Ritiratosi                                                                          |                                                      |
|                                                      | Andrew Tracy                                         | Whig                                                 | 4 marzo 1853                                         | 3 marzo 1855                                         | 33                                                   | 1 | Eletto nel 1852 Ritiratosi                           |
|                                                      | Justin Smith Morrill                                 | Whig                                                 | 4 marzo 1855                                         | 3 marzo 1867                                         | 34                                                   | 1 | Eletto nel 1854                                      |
| Repubblicano                                         | Justin Smith Morrill                                 | 35                                                   | 4 marzo 1855                                         | 3 marzo 1867                                         | 2                                                    | Rieletto nel 1856                                                                                     |                                                      |
| Repubblicano                                         | Justin Smith Morrill                                 | 36                                                   | 4 marzo 1855                                         | 3 marzo 1867                                         | 3                                                    | Rieletto nel 1858                                                                                     |                                                      |
| Repubblicano                                         | Justin Smith Morrill                                 | 37                                                   | 4 marzo 1855                                         | 3 marzo 1867                                         | 4                                                    | Rieletto nel 1860                                                                                     |                                                      |
| Repubblicano                                         | Justin Smith Morrill                                 | 38                                                   | 4 marzo 1855                                         | 3 marzo 1867                                         | 5                                                    | Rieletto nel 1862                                                                                     |                                                      |
| Repubblicano                                         | Justin Smith Morrill                                 | 39                                                   | 4 marzo 1855                                         | 3 marzo 1867                                         | 6                                                    | Rieletto nel 1864 Ritiratosi per correre come senatore                                                |                                                      |
|                                                      | Luke P. Poland                                       | Repubblicano                                         | 4 marzo 1867                                         | 3 marzo 1875                                         | 40                                                   | 1 | Rieletto nel 1866                                    |
| 41                                                   | Luke P. Poland                                       | Repubblicano                                         | 4 marzo 1867                                         | 3 marzo 1875                                         | 2                                                    | Rieletto nel 1868                                                                                     |                                                      |
| 42                                                   | Luke P. Poland                                       | Repubblicano                                         | 4 marzo 1867                                         | 3 marzo 1875                                         | 3                                                    | Rieletto nel 1870                                                                                     |                                                      |
| 43                                                   | Luke P. Poland                                       | Repubblicano                                         | 4 marzo 1867                                         | 3 marzo 1875                                         | 4                                                    | Rieletto nel 1872 Ha perso la rielezione                                                              |                                                      |
|                                                      | Dudley C. Denison                                    | Repubblicano                                         | 4 marzo 1875                                         | 3 marzo 1879                                         | 44                                                   | 1 | Eletto nel 1874                                      |
| 45                                                   | Dudley C. Denison                                    | Repubblicano                                         | 4 marzo 1875                                         | 3 marzo 1879                                         | 2                                                    | Rieletto nel 1876 Ritiratosi                                                                          |                                                      |
|                                                      | James M. Tyler                                       | Repubblicano                                         | 4 marzo 1879                                         | 3 marzo 1881                                         | 46                                                   | 1 | Eletto nel 1878                                      |
| 47                                                   | James M. Tyler                                       | Repubblicano                                         | 4 marzo 1879                                         | 3 marzo 1881                                         | 2                                                    | Rieletto nel 1880 Ritiratosi                                                                          |                                                      |
|                                                      | Luke P. Poland                                       | Repubblicano                                         | 4 marzo 1883                                         | 3 marzo 1885                                         | 48                                                   | 1 | Eletto nel 1882 Rieletto                             |
|                                                      | William W. Grout                                     | Repubblicano                                         | 4 marzo 1885                                         | 3 marzo 1901                                         | 49                                                   | 1 | Eletto nel 1884                                      |
| 50                                                   | William W. Grout                                     | Repubblicano                                         | 4 marzo 1885                                         | 3 marzo 1901                                         | 2                                                    | Rieletto nel 1886                                                                                     |                                                      |
| 51                                                   | William W. Grout                                     | Repubblicano                                         | 4 marzo 1885                                         | 3 marzo 1901                                         | 3                                                    | Rieletto nel 1888                                                                                     |                                                      |
| 52                                                   | William W. Grout                                     | Repubblicano                                         | 4 marzo 1885                                         | 3 marzo 1901                                         | 4                                                    | Rieletto nel 1890                                                                                     |                                                      |
| 53                                                   | William W. Grout                                     | Repubblicano                                         | 4 marzo 1885                                         | 3 marzo 1901                                         | 5                                                    | Rieletto nel 1892                                                                                     |                                                      |
| 54                                                   | William W. Grout                                     | Repubblicano                                         | 4 marzo 1885                                         | 3 marzo 1901                                         | 6                                                    | Rieletto nel 1894                                                                                     |                                                      |
| 55                                                   | William W. Grout                                     | Repubblicano                                         | 4 marzo 1885                                         | 3 marzo 1901                                         | 7                                                    | Rieletto nel 1896                                                                                     |                                                      |
| 56                                                   | William W. Grout                                     | Repubblicano                                         | 4 marzo 1885                                         | 3 marzo 1901                                         | 8                                                    | Rieletto nel 1898                                                                                     |                                                      |
|                                                      | Kittredge Haskins                                    | Repubblicano                                         | 4 marzo 1901                                         | 3 marzo 1909                                         | 57                                                   | 1 | Eletto nel 1900                                      |
| 58                                                   | Kittredge Haskins                                    | Repubblicano                                         | 4 marzo 1901                                         | 3 marzo 1909                                         | 2                                                    | Rieletto nel 1902                                                                                     |                                                      |
| 59                                                   | Kittredge Haskins                                    | Repubblicano                                         | 4 marzo 1901                                         | 3 marzo 1909                                         | 3                                                    | Rieletto nel 1904                                                                                     |                                                      |
| 60                                                   | Kittredge Haskins                                    | Repubblicano                                         | 4 marzo 1901                                         | 3 marzo 1909                                         | 4                                                    | Rieletto nel 1906 Ha perso la rinomina                                                                |                                                      |
|                                                      | Frank Plumley                                        | Repubblicano                                         | 4 marzo 1909                                         | 3 marzo 1915                                         | 61                                                   | 1 | Eletto nel 1908                                      |
| 62                                                   | Frank Plumley                                        | Repubblicano                                         | 4 marzo 1909                                         | 3 marzo 1915                                         | 2                                                    | Rieletto nel 1910                                                                                     |                                                      |
| 63                                                   | Frank Plumley                                        | Repubblicano                                         | 4 marzo 1909                                         | 3 marzo 1915                                         | 3                                                    | Rieletto nel 1912 Ritiratosi                                                                          |                                                      |
|                                                      | Porter H. Dale                                       | Repubblicano                                         | 4 marzo 1915                                         | 11 agosto 1923                                       | 64                                                   | 1 | Eletto nel 1914                                      |
| 65                                                   | Porter H. Dale                                       | Repubblicano                                         | 4 marzo 1915                                         | 11 agosto 1923                                       | 2                                                    | Rieletto nel 1916                                                                                     |                                                      |
| 66                                                   | Porter H. Dale                                       | Repubblicano                                         | 4 marzo 1915                                         | 11 agosto 1923                                       | 3                                                    | Rieletto nel 1918                                                                                     |                                                      |
| 67                                                   | Porter H. Dale                                       | Repubblicano                                         | 4 marzo 1915                                         | 11 agosto 1923                                       | 4                                                    | Rieletto nel 1920                                                                                     |                                                      |
| 68                                                   | Porter H. Dale                                       | Repubblicano                                         | 4 marzo 1915                                         | 11 agosto 1923                                       | 1/2                                                  | Rieletto nel 1922 Dimessosi per diventare senatore                                                    |                                                      |
| 68                                                   | Vacante                                              | Vacante                                              | Vacante                                              | 11 agosto 1923                                       | 1/2                                                  | 6 novembre 1923                                                                                       |                                                      |
| 68                                                   |                                                      | Ernest W. Gibson                                     | Repubblicano                                         | 6 novembre 1923                                      | 1/2                                                  | 3 marzo 1933                                                                                          | Eletto per terminare il mandato                      |
| 69                                                   | 1                                                    | Ernest W. Gibson                                     | Repubblicano                                         | 6 novembre 1923                                      | Rieletto nel 1924                                    | 3 marzo 1933                                                                                          |                                                      |
| 70                                                   | 2                                                    | Ernest W. Gibson                                     | Repubblicano                                         | 6 novembre 1923                                      | Rieletto nel 1926                                    | 3 marzo 1933                                                                                          |                                                      |
| 71                                                   | 3                                                    | Ernest W. Gibson                                     | Repubblicano                                         | 6 novembre 1923                                      | Rieletto nel 1928                                    | 3 marzo 1933                                                                                          |                                                      |
| 72                                                   | 4                                                    | Ernest W. Gibson                                     | Repubblicano                                         | 6 novembre 1923                                      | Rieletto nel 1930 Ricollocato                        | 3 marzo 1933                                                                                          |                                                      |
| Distretto abolito con il censimento del 1930         |                                                      |                                                      |                                                      |                                                      |                                                      | |                                                      |

### 3º distretto
| Foto                                         | Rappresentante                              | Partito                                     | Carica                                      | Carica                                      | Congresso                                     | Mandato                                                           | Storia elettorale                                  |
| Foto                                         | Rappresentante                              | Partito                                     | Inizio                                      | Fine                                        | Congresso                                     | Mandato                                                           | Storia elettorale                                  |
| Distretto creato con il censimento del 1800  | Distretto creato con il censimento del 1800 | Distretto creato con il censimento del 1800 | Distretto creato con il censimento del 1800 | Distretto creato con il censimento del 1800 | Distretto creato con il censimento del 1800   | Distretto creato con il censimento del 1800                       | Distretto creato con il censimento del 1800        |
| -------------------------------------------- | ------------------------------------------- | ------------------------------------------- | ------------------------------------------- | ------------------------------------------- | --------------------------------------------- | ----------------------------------------------------------------- | -------------------------------------------------- |
|                                              | William Chamberlain                         | Federalista                                 | 4 marzo 1803                                | 3 marzo 1805                                | 8                                             | 1                                                                 | Eletto nel 1802 Ha perso la rielezione             |
|                                              | James Fisk                                  | Democratico- Repubblicano                   | 4 marzo 1805                                | 3 marzo 1809                                | 9                                             | 1                                                                 | Eletto nel 1804                                    |
| 10                                           | James Fisk                                  | Democratico- Repubblicano                   | 4 marzo 1805                                | 3 marzo 1809                                | 2                                             | Rieletto nel 1806 Ha perso la rielezione                          |                                                    |
|                                              | William Chamberlain                         | Federalista                                 | 4 marzo 1809                                | 3 marzo 1811                                | 11                                            | 1                                                                 | Eletto nel 1808 Ha perso la rielezione             |
|                                              | James Fisk                                  | Democratico- Repubblicano                   | 4 marzo 1811                                | 3 marzo 1815                                | 12                                            | 1                                                                 | Eletto nel 1810                                    |
| 13                                           | James Fisk                                  | Democratico- Repubblicano                   | 4 marzo 1811                                | 3 marzo 1815                                | 2                                             | Rieletti nel 1812 Ha perso la rielezione                          |                                                    |
|                                              | Chauncey Langdon                            | Federalista                                 | 4 marzo 1813                                | 3 marzo 1817                                | 14                                            | 1                                                                 | Eletto nel 1814 Ha perso la rielezione             |
|                                              | Charles Rich                                | Democratico- Repubblicano                   | 4 marzo 1817                                | 15 ottobre 1824                             | 15                                            | 1                                                                 | Eletto nel 1816                                    |
| 16                                           | Charles Rich                                | Democratico- Repubblicano                   | 4 marzo 1817                                | 15 ottobre 1824                             | 2                                             | Rieletto nel 1818                                                 |                                                    |
| 17                                           | Charles Rich                                | Democratico- Repubblicano                   | 4 marzo 1817                                | 15 ottobre 1824                             | 3                                             | Rieletto nel 1820                                                 |                                                    |
| 18                                           | Charles Rich                                | Democratico- Repubblicano                   | 4 marzo 1817                                | 15 ottobre 1824                             | 1/2                                           | Rieletto nel 1822 Deceduto                                        |                                                    |
| 18                                           | Vacante                                     | Vacante                                     | Vacante                                     | 15 ottobre 1824                             | 1/2                                           | 13 dicembre 1824                                                  |                                                    |
| 18                                           |                                             | Henry Olin                                  | Democratico- Repubblicano                   | 13 dicembre 1824                            | 1/2                                           | 3 marzo 1825                                                      | Eletto per terminare il mandato                    |
|                                              | George E. Wales                             | Anti- Jacksoniano                           | 4 marzo 1825                                | 3 marzo 1829                                | 19                                            | 1                                                                 | Eletto nel 1824                                    |
| 20                                           | George E. Wales                             | Anti- Jacksoniano                           | 4 marzo 1825                                | 3 marzo 1829                                | 2                                             | Rieletto nel 1826 Ha perso la rielezione                          |                                                    |
|                                              | Horace Everett                              | Anti- Jacksoniano                           | 4 marzo 1829                                | 3 marzo 1843                                | 21                                            | 1                                                                 | Eletto nel 1828                                    |
| 22                                           | Horace Everett                              | Anti- Jacksoniano                           | 4 marzo 1829                                | 3 marzo 1843                                | 2                                             | Rieletto nel 1830                                                 |                                                    |
| 23                                           | Horace Everett                              | Anti- Jacksoniano                           | 4 marzo 1829                                | 3 marzo 1843                                | 3                                             | Rieletto nel 1833                                                 |                                                    |
| 24                                           | Horace Everett                              | Anti- Jacksoniano                           | 4 marzo 1829                                | 3 marzo 1843                                | 4                                             | Rieletto nel 1834                                                 |                                                    |
| Whig                                         | Horace Everett                              | 25                                          | 4 marzo 1829                                | 3 marzo 1843                                | 5                                             | Rieletto nel 1836                                                 |                                                    |
| Whig                                         | Horace Everett                              | 26                                          | 4 marzo 1829                                | 3 marzo 1843                                | 6                                             | Rieletto nel 1838                                                 |                                                    |
| Whig                                         | Horace Everett                              | 27                                          | 4 marzo 1829                                | 3 marzo 1843                                | 7                                             | Rieletto nel 1840 Ritiratosi per correre come senatore            |                                                    |
|                                              | George Perkins Marsh                        | Whig                                        | 4 marzo 1843                                | 29 maggio 1849                              | 28                                            | 1                                                                 | Eletto nel 1843                                    |
| 29                                           | George Perkins Marsh                        | Whig                                        | 4 marzo 1843                                | 29 maggio 1849                              | 2                                             | Rieletto nel 1844                                                 |                                                    |
| 30                                           | George Perkins Marsh                        | Whig                                        | 4 marzo 1843                                | 29 maggio 1849                              | 1/2                                           | Rieletto nel 1848 Dimessosi per diventare ambasciatore in Turchia |                                                    |
| 30                                           | Vacante                                     | Vacante                                     | Vacante                                     | 29 maggio 1849                              | 1/2                                           | 3 dicembre 1849                                                   |                                                    |
| 30                                           |                                             | James Meacham                               | Whig                                        | 3 dicembre 1849                             | 1/2                                           | 3 marzo 1853                                                      | Eletto per terminare il mandato                    |
| 31                                           | 1                                           | James Meacham                               | Whig                                        | 3 dicembre 1849                             | Rieletto nel 1850                             | 3 marzo 1853                                                      |                                                    |
| 32                                           | 2                                           | James Meacham                               | Whig                                        | 3 dicembre 1849                             | Rieletto per terminare il mandato Ricollocato | 3 marzo 1853                                                      |                                                    |
|                                              | Alvah Sabin                                 | Whig                                        | 4 marzo 1853                                | 2 marzo 1857                                | 33                                            | 1                                                                 | Eletto nel 1852                                    |
| 34                                           | Alvah Sabin                                 | Whig                                        | 4 marzo 1853                                | 2 marzo 1857                                | 2                                             | Rieletto nel 1854 Ritiratosi                                      |                                                    |
|                                              | Homer E. Royce                              | Repubblicano                                | 4 marzo 1857                                | 3 marzo 1861                                | 35                                            | 1                                                                 | Eletto nel 1857                                    |
| 36                                           | Homer E. Royce                              | Repubblicano                                | 4 marzo 1857                                | 3 marzo 1861                                | 2                                             | Rieletto nel 1861 Ritiratosi                                      |                                                    |
|                                              | Portus Baxter                               | Repubblicano                                | 4 marzo 1831                                | 3 marzo 1867                                | 37                                            | 1                                                                 | Eletto nel 1860                                    |
| 38                                           | Portus Baxter                               | Repubblicano                                | 4 marzo 1831                                | 3 marzo 1867                                | 2                                             | Rieletto nel 1863                                                 |                                                    |
| 39                                           | Portus Baxter                               | Repubblicano                                | 4 marzo 1831                                | 3 marzo 1867                                | 3                                             | Rieletto nel 1864 Ritiratosi                                      |                                                    |
|                                              | Worthington C. Smith                        | Repubblicano                                | 4 marzo 1867                                | 3 marzo 1873                                | 40                                            | 1                                                                 | Eletto nel 1866                                    |
| 41                                           | Worthington C. Smith                        | Repubblicano                                | 4 marzo 1867                                | 3 marzo 1873                                | 2                                             | Rieletto nel 1868                                                 |                                                    |
| 42                                           | Worthington C. Smith                        | Repubblicano                                | 4 marzo 1867                                | 3 marzo 1873                                | 3                                             | Rieletto nel 1870 Ritiratosi                                      |                                                    |
|                                              | George W. Hendee                            | Repubblicano                                | 4 marzo 1873                                | 3 marzo 1879                                | 43                                            | 1                                                                 | Eletto nel 1872                                    |
| 44                                           | George W. Hendee                            | Repubblicano                                | 4 marzo 1873                                | 3 marzo 1879                                | 2                                             | Rieletto nel 1874                                                 |                                                    |
| 45                                           | George W. Hendee                            | Repubblicano                                | 4 marzo 1873                                | 3 marzo 1879                                | 3                                             | Rieletto nel 1876                                                 |                                                    |
|                                              | Bradley Barlow                              | Greenback                                   | 4 marzo 1879                                | 3 marzo 1881                                | 46                                            | 1                                                                 | Eletto nel 1878 Ha perso la rielezione             |
|                                              | William W. Grout                            | Repubblicano                                | 4 marzo 1881                                | 3 marzo 1883                                | 47                                            | 1                                                                 | Eletto nel 1880 Ricollocato ha perso la rielezione |
| Distretto abolito con il referendum del 1880 |                                             |                                             |                                             |                                             |                                               |                                                                   |                                                    |

### 4º distretto
| Foto                                         | Rappresentante                              | Partito                                     | Carica                                      | Carica                                      | Congresso                                   | Mandato                                                   | Storia elettorale                                    |
| Foto                                         | Rappresentante                              | Partito                                     | Inizio                                      | Fine                                        | Congresso                                   | Mandato                                                   | Storia elettorale                                    |
| Distretto creato con il censimento del 1800  | Distretto creato con il censimento del 1800 | Distretto creato con il censimento del 1800 | Distretto creato con il censimento del 1800 | Distretto creato con il censimento del 1800 | Distretto creato con il censimento del 1800 | Distretto creato con il censimento del 1800               | Distretto creato con il censimento del 1800          |
| -------------------------------------------- | ------------------------------------------- | ------------------------------------------- | ------------------------------------------- | ------------------------------------------- | ------------------------------------------- | --------------------------------------------------------- | ---------------------------------------------------- |
|                                              | Martin Chittenden                           | Federalista                                 | 4 marzo 1803                                | 3 marzo 1813                                | 8                                           | 1                                                         | Rieletto nel 1803                                    |
| 9                                            | Martin Chittenden                           | Federalista                                 | 4 marzo 1803                                | 3 marzo 1813                                | 2                                           | Rieletto nel 1804                                         |                                                      |
| 10                                           | Martin Chittenden                           | Federalista                                 | 4 marzo 1803                                | 3 marzo 1813                                | 3                                           | Rieletto nel 1806                                         |                                                      |
| 11                                           | Martin Chittenden                           | Federalista                                 | 4 marzo 1803                                | 3 marzo 1813                                | 4                                           | Rieletto nel 1808                                         |                                                      |
| 12                                           | Martin Chittenden                           | Federalista                                 | 4 marzo 1803                                | 3 marzo 1813                                | 5                                           | Rieletto nel 1810 Ritiratosi per correre come governatore |                                                      |
|                                              | Charles Rich                                | Democratico- Repubblicano                   | 4 marzo 1813                                | 3 marzo 1815                                | 13                                          | 1                                                         | Eletto nel 1812 Ha perso la rielezione               |
|                                              | Asa Lyon                                    | Federalista                                 | 4 marzo 1815                                | 3 marzo 1817                                | 14                                          | 1                                                         | Eletto nel 1814 Ha perso la rielezione               |
|                                              | Heman Allen                                 | Democratico- Repubblicano                   | 3 marzo 1817                                | 20 aprile 1818                              | 15                                          | 1/2                                                       | Eletto nel 1816 Dimessosi per diventare Marshal      |
| Vacante                                      | Vacante                                     | Vacante                                     | 20 aprile 1818                              | 3 marzo 1819                                | 15                                          | 1/2                                                       |                                                      |
|                                              | William Strong                              | Democratico- Repubblicano                   | 4 marzo 1819                                | 3 marzo 1821                                | 16                                          | 1                                                         | Eletto nel 1818 Ha perso la rielezione               |
|                                              | Elias Keyes                                 | Democratico- Repubblicano                   | 4 marzo 1821                                | 3 marzo 1823                                | 17                                          | 1                                                         | Eletto nel 1820 Ha perso la rielezione               |
|                                              | Daniel A. A. Buck                           | Democratico- Repubblicano                   | 4 marzo 1823                                | 3 marzo 1825                                | 18                                          | 1                                                         | Eletto nel 1822 Ha perso la rielezione               |
|                                              | Ezra Meech                                  | Jacksoniano                                 | 4 marzo 1825                                | 3 marzo 1827                                | 19                                          | 1                                                         | Eletto nel 1824 Ha perso la rielezione               |
|                                              | Benjamin Swift                              | Anti- Jacksoniano                           | 4 marzo 1827                                | 3 marzo 1831                                | 20                                          | 1                                                         | Eletto nel 1827                                      |
| 21                                           | Benjamin Swift                              | Anti- Jacksoniano                           | 4 marzo 1827                                | 3 marzo 1831                                | 2                                           | Rieletto nel 1828 Ha perso la rielezione                  |                                                      |
|                                              | Heman Allen                                 | Anti- Jacksoniano                           | 4 marzo 1831                                | 3 marzo 1839                                | 22                                          | 1                                                         | Eletto nel 1830                                      |
| 23                                           | Heman Allen                                 | Anti- Jacksoniano                           | 4 marzo 1831                                | 3 marzo 1839                                | 2                                           | Rieletto nel 1833                                         |                                                      |
| 24                                           | Heman Allen                                 | Anti- Jacksoniano                           | 4 marzo 1831                                | 3 marzo 1839                                | 3                                           | Rieletto nel 1834                                         |                                                      |
| Whig                                         | Heman Allen                                 | 25                                          | 4 marzo 1831                                | 3 marzo 1839                                | 4                                           | Rieletto nel 1836 Ha perso la rielezione                  |                                                      |
|                                              | John Smith                                  | Democratico                                 | 4 marzo 1839                                | 3 marzo 1841                                | 26                                          | 1                                                         | Eletto nel 1838 Ha perso la rielezione               |
|                                              | Augustus Young                              | Whig                                        | 4 marzo 1841                                | 3 marzo 1843                                | 27                                          | 1                                                         | Eletto nel 1840 Ha perso la rielezione               |
|                                              | Paul Dillingham Jr.                         | Democratico                                 | 4 marzo 1843                                | 3 marzo 1847                                | 28                                          | 1                                                         | Eletto nel 1843                                      |
| 29                                           | Paul Dillingham Jr.                         | Democratico                                 | 4 marzo 1843                                | 3 marzo 1847                                | 2                                           | Rieletto nel 1844 Ritiratosi                              |                                                      |
|                                              | Lucius B. Peck                              | Democratico                                 | 4 marzo 1847                                | 3 marzo 1851                                | 30                                          | 1                                                         | Eletto nel 1846                                      |
| 31                                           | Lucius B. Peck                              | Democratico                                 | 4 marzo 1847                                | 3 marzo 1851                                | 2                                           | Rieletto nel 1848 Ritiratosi per correre come governatore |                                                      |
|                                              | Thomas Bartlett Jr.                         | Democratico                                 | 4 marzo 1851                                | 3 marzo 1853                                | 32                                          | 1                                                         | Eletto nel 1850 Ricollocato e ha perso la rielezione |
| Distretto abolito con il censimento del 1850 |                                             |                                             |                                             |                                             |                                             |                                                           |                                                      |

### 5º distretto
| Foto                                         | Rappresentante                              | Partito                                     | Carica                                      | Carica                                      | Congresso                                   | Mandato                                     | Storia elettoreale                                      |
| Foto                                         | Rappresentante                              | Partito                                     | Inizio                                      | Fine                                        | Congresso                                   | Mandato                                     | Storia elettoreale                                      |
| Distretto creato con il censimento del 1810  | Distretto creato con il censimento del 1810 | Distretto creato con il censimento del 1810 | Distretto creato con il censimento del 1810 | Distretto creato con il censimento del 1810 | Distretto creato con il censimento del 1810 | Distretto creato con il censimento del 1810 | Distretto creato con il censimento del 1810             |
| -------------------------------------------- | ------------------------------------------- | ------------------------------------------- | ------------------------------------------- | ------------------------------------------- | ------------------------------------------- | ------------------------------------------- | ------------------------------------------------------- |
|                                              | Richard Skinner                             | Democratico- Repubblicano                   | 4 marzo 1813                                | 3 marzo 1815                                | 13                                          | 1                                           | Eletto nel 1812 Ha perso la rielezione                  |
|                                              | Charles Marsh                               | Federalista                                 | 4 marzo 1815                                | 3 marzo 1817                                | 14                                          | 1                                           | Eletto nel 1814 Ritiratosi                              |
|                                              | Samuel C. Crafts                            | Democratico- Repubblicano                   | 4 marzo 1817                                | 3 marzo 1823                                | 15                                          | 1                                           | Eletto nel 1816                                         |
| 16                                           | Samuel C. Crafts                            | Democratico- Repubblicano                   | 4 marzo 1817                                | 3 marzo 1823                                | 2                                           | Rieletto nel 1818                           |                                                         |
| 17                                           | Samuel C. Crafts                            | Democratico- Repubblicano                   | 4 marzo 1817                                | 3 marzo 1823                                | 3                                           | Rieletto nel 1820                           |                                                         |
| 18                                           | Samuel C. Crafts                            | Democratico- Repubblicano                   | 4 marzo 1817                                | 3 marzo 1823                                | 4                                           | Rieletto nel 1822 Ritiratosi                |                                                         |
|                                              | John Mattocks                               | Anti- Jacksoniano                           | 4 marzo 1825                                | 3 marzo 1827                                | 19                                          | 1                                           | Eletto nel 1826 Ritiratosi                              |
|                                              | Daniel A. A. Buck                           | Anti- Jacksoniano                           | 4 marzo 1827                                | 3 marzo 1829                                | 20                                          | 1                                           | Eletto nel 1826 Ha perso la rielezione                  |
|                                              | William Cahoon                              | Anti-massonico                              | 4 marzo 1829                                | 3 marzo 1833                                | 21                                          | 1                                           | Eletto nel 1829                                         |
| 22                                           | William Cahoon                              | Anti-massonico                              | 4 marzo 1829                                | 3 marzo 1833                                | 2                                           | Rieletto nel 1830 Ha perso la rielezione    |                                                         |
|                                              | Benjamin F. Deming                          | Anti-massonico                              | 4 marzo 1833                                | 11 luglio 1834                              | 23                                          | 1/2                                         | Eletto nel 1833 Deceduto                                |
| Vacante                                      | Vacante                                     | Vacante                                     | 11 luglio 1834                              | 2 dicembre 1834                             | 23                                          | 1/2                                         |                                                         |
|                                              | Henry F. Janes                              | Anti-massonico                              | 2 dicembre 1834                             | 3 marzi 1837                                | 23                                          | 1/2                                         | Eletto per terminare il mandato                         |
| 24                                           | Henry F. Janes                              | Anti-massonico                              | 2 dicembre 1834                             | 3 marzi 1837                                | 1                                           | Rieletto nel 1834                           |                                                         |
|                                              | Isaac Fletcher                              | Democratico                                 | 4 marzo 1837                                | 3 marzo 1841                                | 25                                          | 1                                           | Eletto nel 1936                                         |
| 26                                           | Isaac Fletcher                              | Democratico                                 | 4 marzo 1837                                | 3 marzo 1841                                | 2                                           | Rieletto nel 1938 Ha perso la rielezione    |                                                         |
|                                              | John Mattocks                               | Whig                                        | 4 marzo 1841                                | 3 marzo 1843                                | 27                                          | 1                                           | Eletto nel 1840 Ritiratosi per correre come governatore |
| Distretto abolito con il censimento del 1840 |                                             |                                             |                                             |                                             |                                             |                                             |                                                         |

### 6º distretto
| Foto                                         | Rappresentante                              | Partito                                     | Carica                                      | Carica                                      | Congresso                                   | Mandato                                     | Storia elettorale                                  |
| Foto                                         | Rappresentante                              | Partito                                     | Inizio                                      | Fine                                        | Congresso                                   | Mandato                                     | Storia elettorale                                  |
| Distretto creato con il censimento del 1810  | Distretto creato con il censimento del 1810 | Distretto creato con il censimento del 1810 | Distretto creato con il censimento del 1810 | Distretto creato con il censimento del 1810 | Distretto creato con il censimento del 1810 | Distretto creato con il censimento del 1810 | Distretto creato con il censimento del 1810        |
| -------------------------------------------- | ------------------------------------------- | ------------------------------------------- | ------------------------------------------- | ------------------------------------------- | ------------------------------------------- | ------------------------------------------- | -------------------------------------------------- |
|                                              | Ezra Butler                                 | Democratico- Repubblicano                   | 4 marzo 1813                                | 3 marzo 1815                                | 13                                          | 1                                           | Eletto nel 1812 Ha perso la rielezione             |
|                                              | John Noyes                                  | Federalista                                 | 4 marzo 1815                                | 3 marzo 1817                                | 14                                          | 1                                           | Eletto nel 1814 Ritiratosi                         |
|                                              | William Hunter                              | Democratico- Repubblicano                   | 4 marzo 1817                                | 3 marzo 1819                                | 15                                          | 1                                           | Eletto nel 1816 Ritiratosi                         |
|                                              | Ezra Meech                                  | Democratico- Repubblicano                   | 4 marzo 1819                                | 3 marzo 1821                                | 16                                          | 1                                           | Eletto nel 1818 Ricollocato ha perso la rielezione |
|                                              | John Mattocks                               | Democratico- Repubblicano                   | 4 marzo 1821                                | 3 marzo 1823                                | 17                                          | 1                                           | Eletto nel 1820 Ricollocato ha perso la rielezione |
| Distretto abolito con il censimento del 1820 |                                             |                                             |                                             |                                             |                                             |                                             |                                                    |